# Tyranneau à front noir
Phylloscartes nigrifrons
Ne doit pas être confondu avec Tyranneau à front brun.
Espèce
Statut de conservation UICN

 LC  : Préoccupation mineure
Le Tyranneau à front noir (Phylloscartes nigrifrons) est une espèce de passereau de la famille des Tyrannidae,.

## Distribution
Cet oiseau vit dans les tepuys du sud du Venezuela (sud de l'État de Bolívar et État d'Amazonas) et des régions limitrophes du Guyana et de l'extrême nord du Brésil,,.

## Systématique
Cette espèce est monotypique selon la classification de référence du Congrès ornithologique international (version 9.1, 2019).